# Ніколаос Калоєропулос
Nikolaos Kalogeropoulos (грец. Νικόλαος Καλογερόπουλος; 1851–1927) — грецький політичний діяч, двічі прем'єр-міністр країни.

## Життєпис
Народився в Халкіді, Евбея. Вивчав право в Афінах та Парижі. Десять разів обирався до грецького Парламенту від Евбеї, а також обіймав різні міністерські посади в кількох консервативних урядах. Вступив до лав Народної партії після її створення 1920 року. Двічі займав пост глави уряду (1916 та 1921). Помер в Афінах у січні 1927 року.